# Điệp giấy
Điệp giấy (danh pháp khoa học: Placuna placenta), hay điệp tròn, chồng đực, là loài thân mềm hai mảnh vỏ nước mặn thuộc họ Placunidae. Đây là loài duy nhất trong chi Placuna có giá trị thương mại.

## Phân bố
Điệp giấy phân bố ở các vùng nước nông thuộc vịnh Aden, ven biển Ấn Độ, từ Malaysia đến Biển Đông và ven biển Philippines.

## Sử dụng

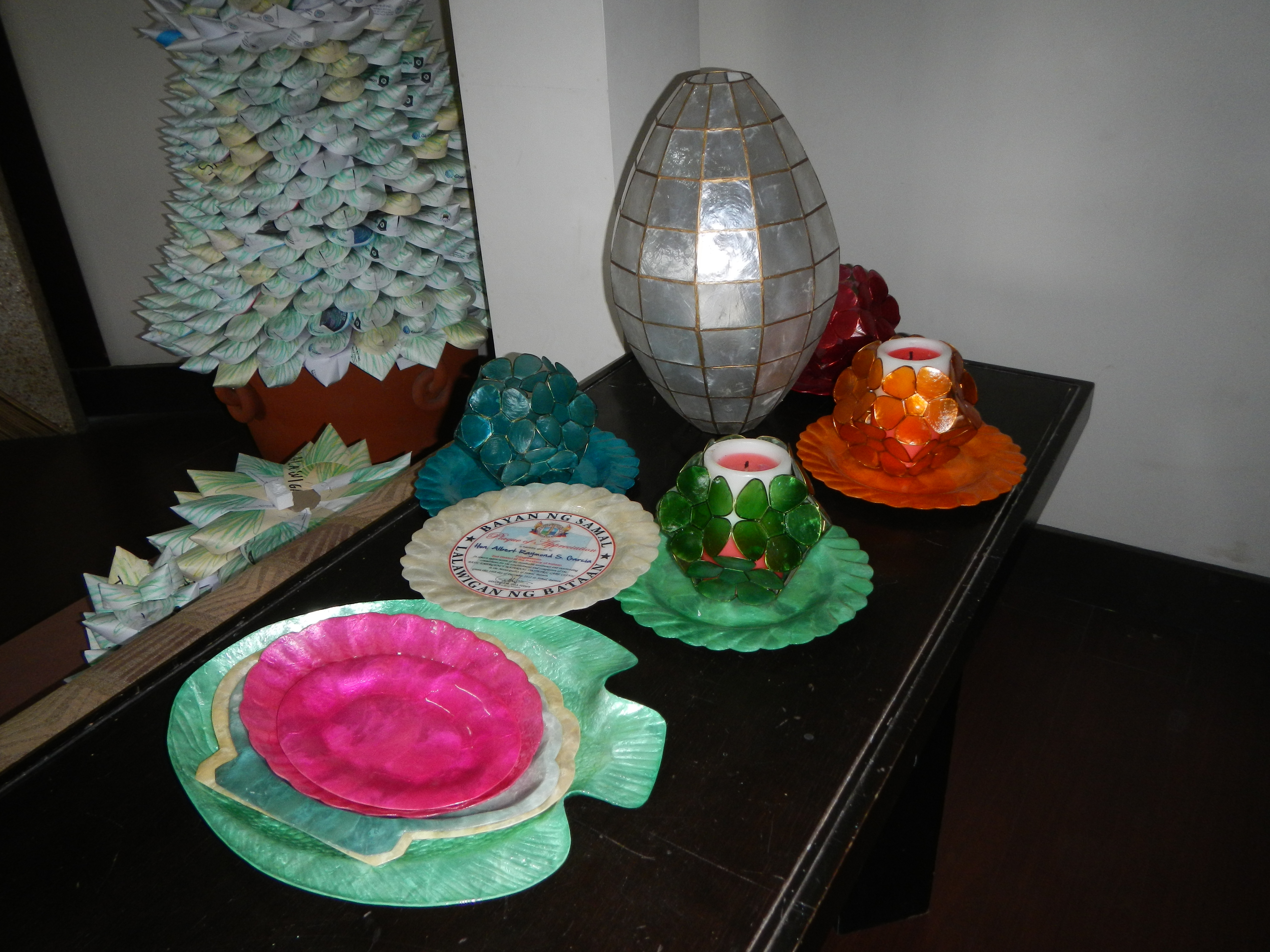
Sản phẩm từ vỏ điệp giấy.

Điệp giấy có thể dùng để làm thực phẩm, tuy nhiên vỏ của nó có giá trị hơn nhiều, được dùng trong sản xuất keo dính, phấn, véc ni. Lớp vỏ trong suốt của nó được dùng để trang trí của sổ tại một số nước châu Á như Philippines, Ấn Độ. Điệp giấy cũng được dùng để nuôi lấy ngọc.

## Hình ảnh

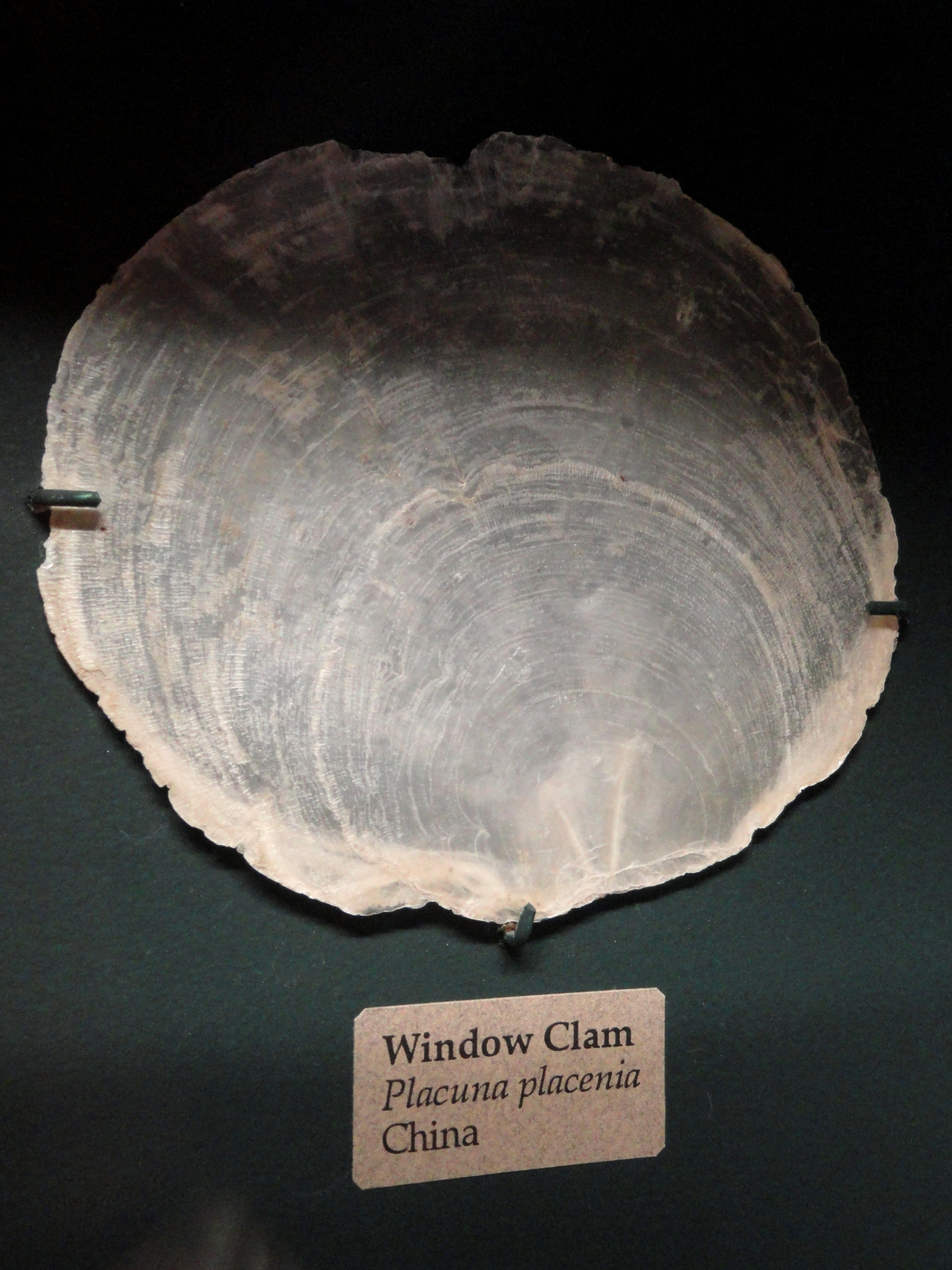